# میکولائیف
شهر میکولائیف (به اوکراینی: Миколаїв) در استان میکولائیف در کشور اوکراین واقع شده‌است. جمعیت این شهر ۵۱۴٬۱۳۶ نفر است.

## نگارخانه

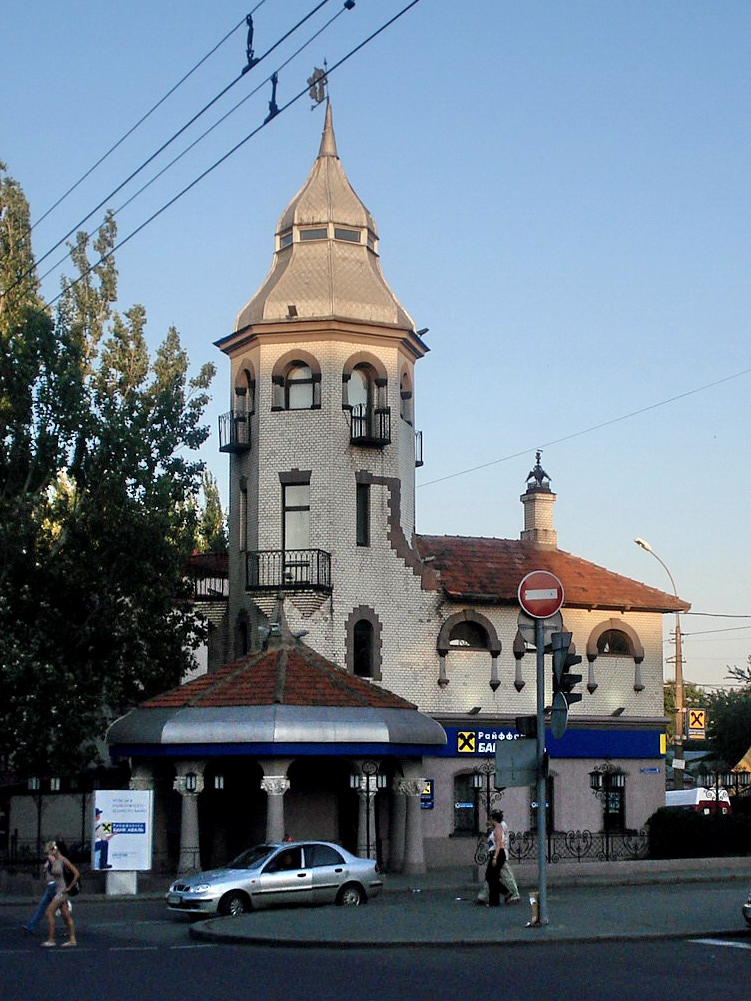
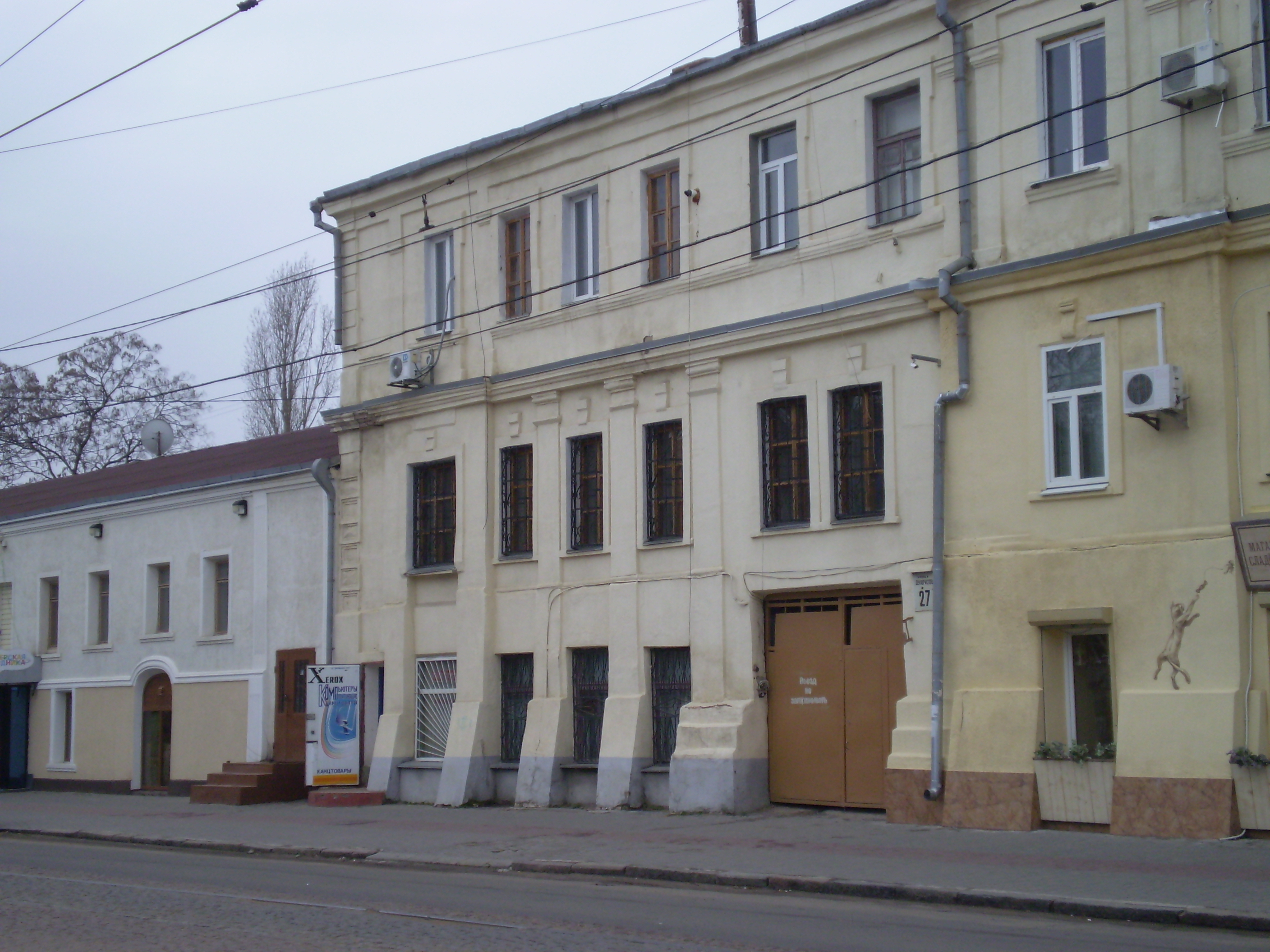
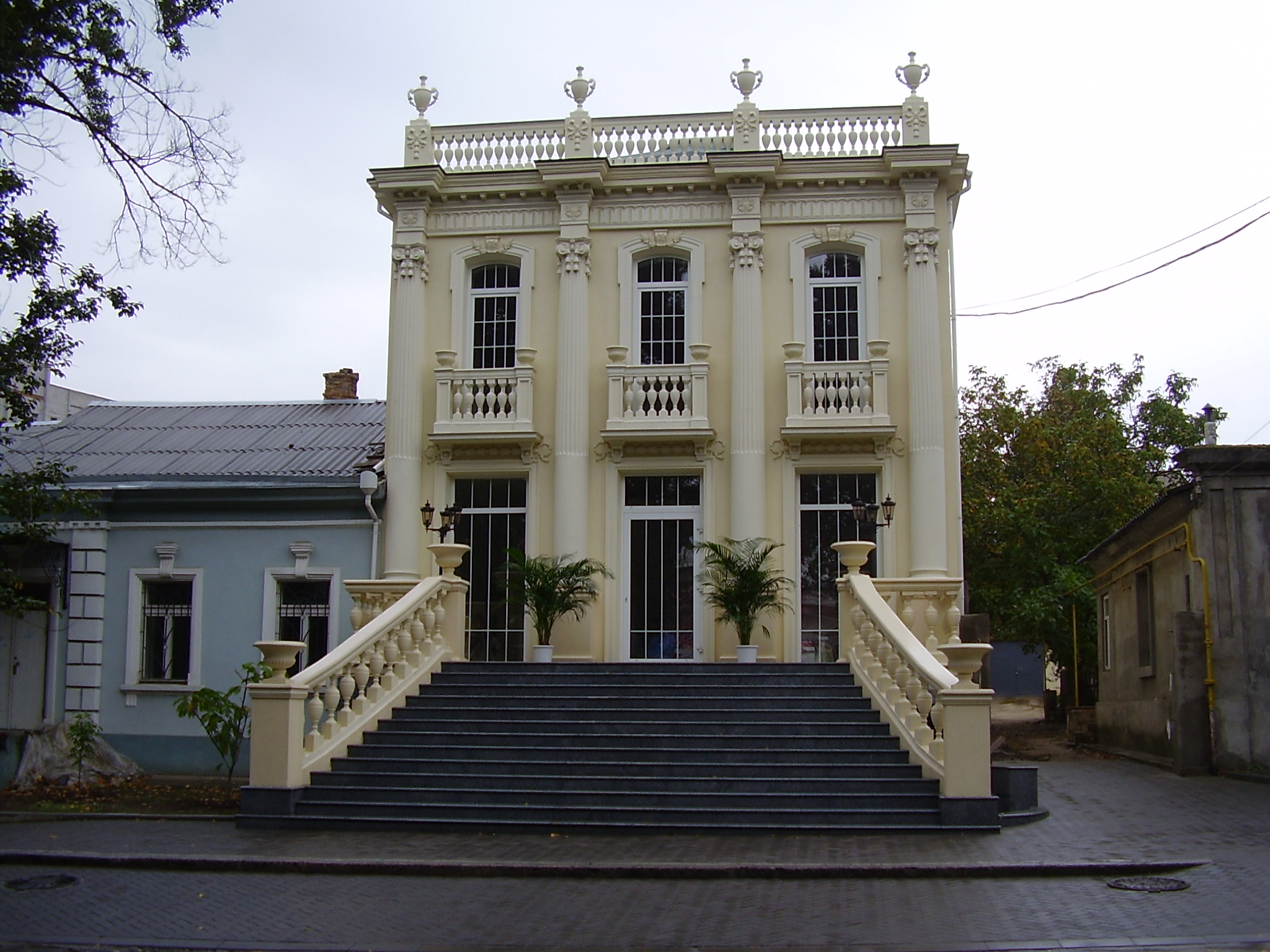
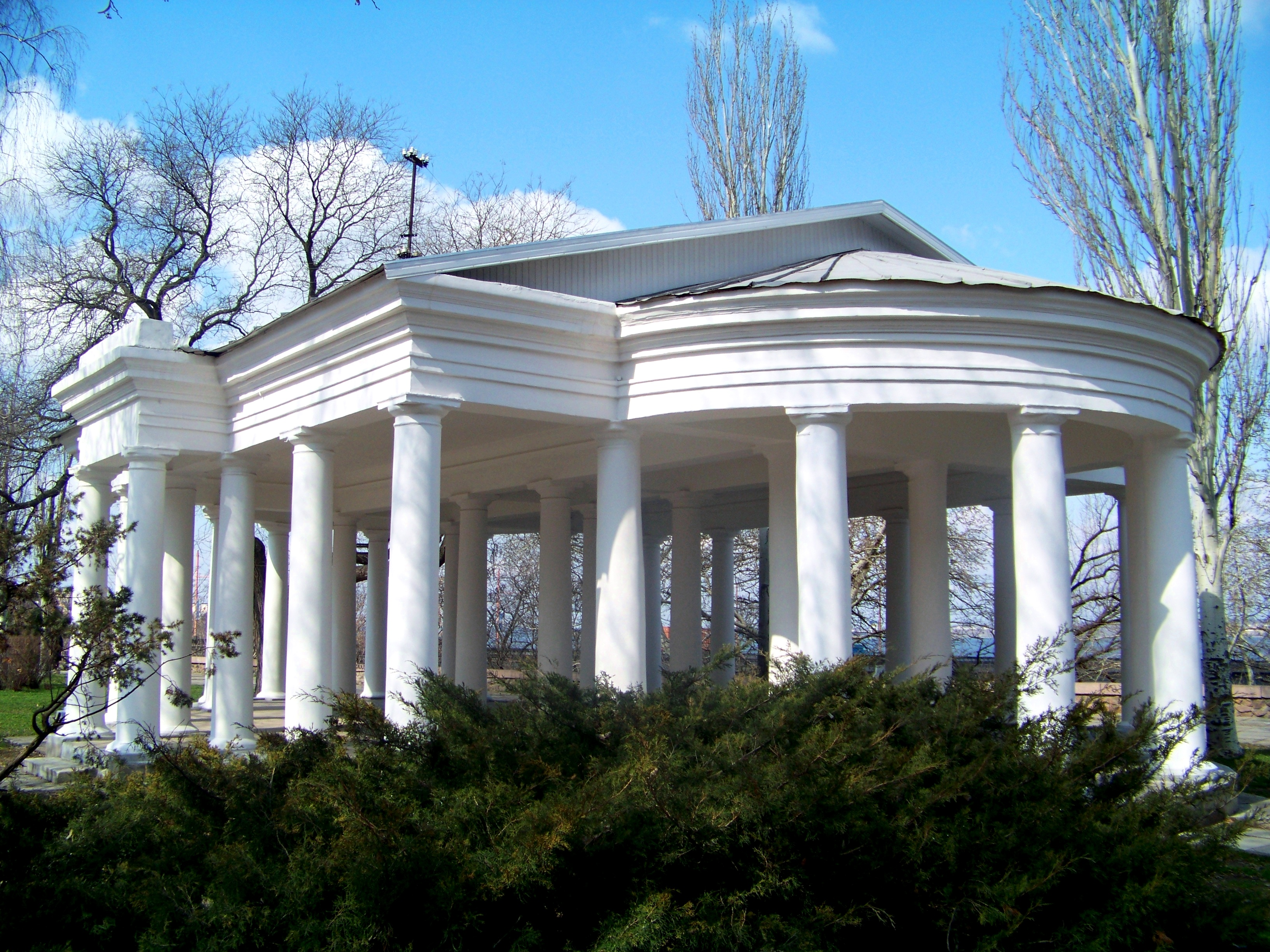
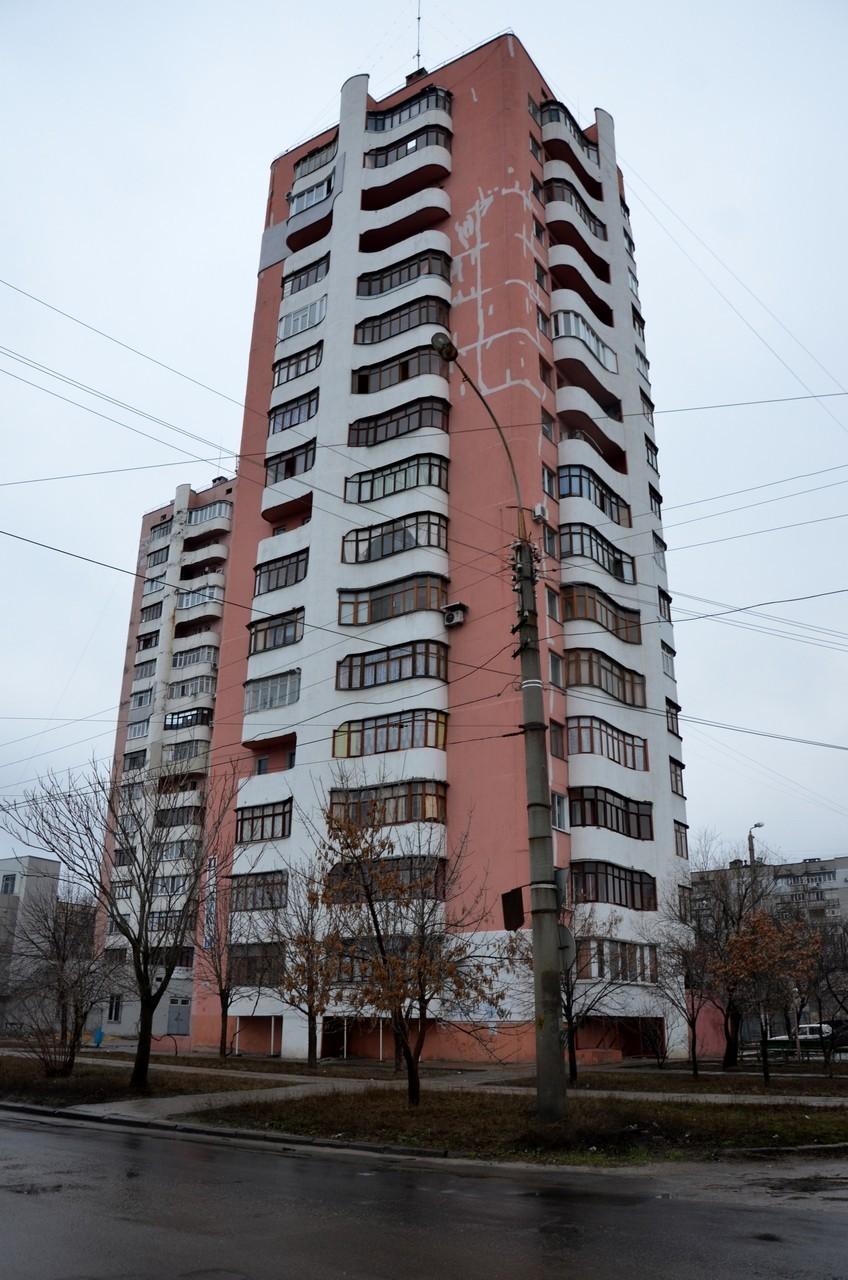
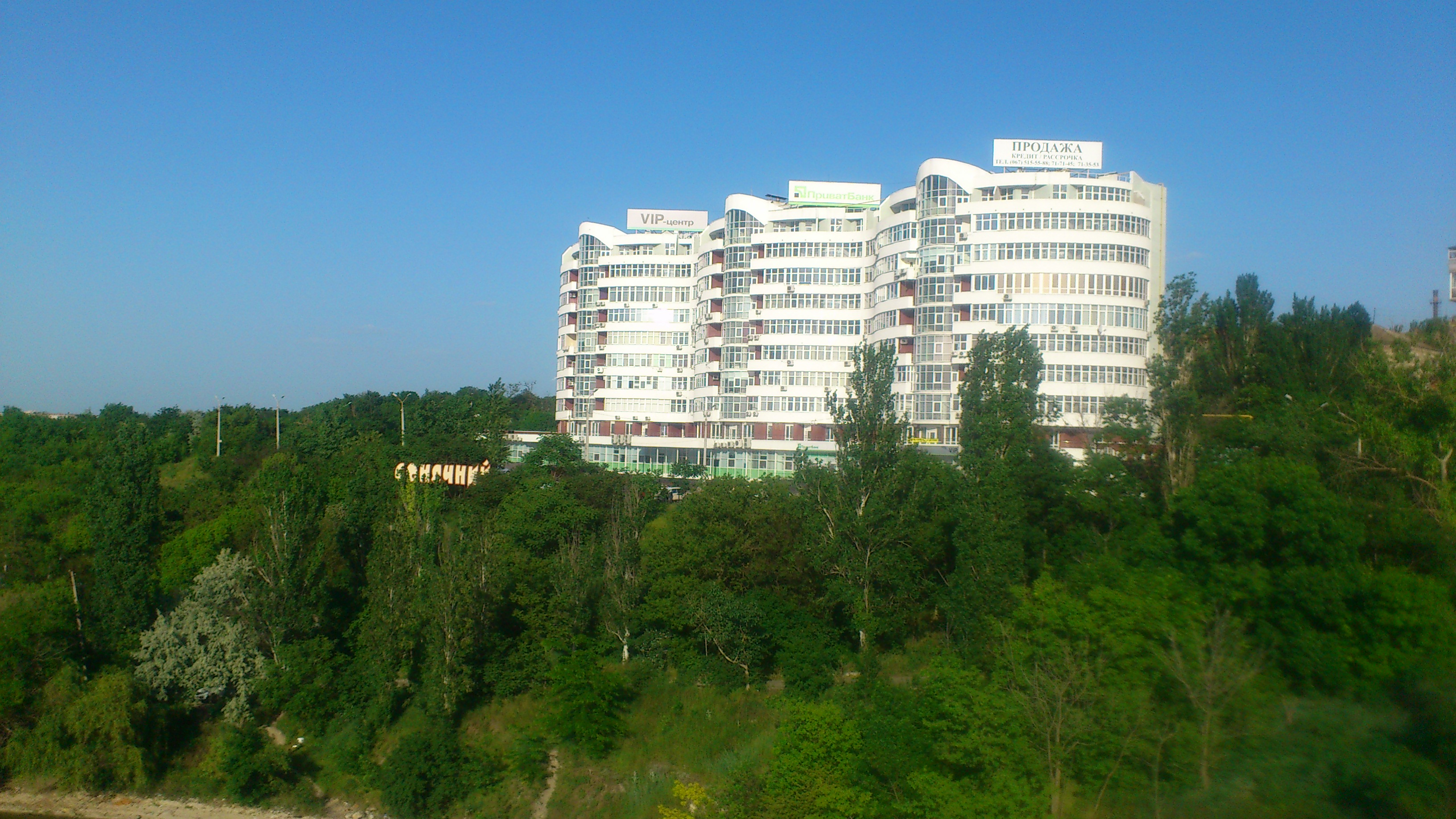